# 鯖しゃぶ
鯖しゃぶ（さばしゃぶ）は、鯖を用いたしゃぶしゃぶである。隠岐諸島や青森県八戸市などの郷土料理として知られる。

## 概要
元々は船の上で漁師が食べた料理であったものが郷土料理として定着したものと言われており、隠岐諸島では鯖と言えば塩辛かベエン（素焼き）、もしくはサバしゃぶで食べることが多かったといわれるほどに一般的な家庭料理であった。
鳥取県米子市は新鮮な鯖が手に入ることなどから市内飲食店と共にさばしゃぶを提供する店舗のマップを作るなど、さばしゃぶを市の新名物とするための取り組みを行っている。

## その他
『橋田壽賀子ドラマ 渡る世間は鬼ばかり』に登場するお食事処「おかくら」（東京都世田谷区）のオリジナル料理として「鯖しゃぶ」が提供されているという設定がある。